# Leichtathletik-Europameisterschaften 2022/Speerwurf der Männer

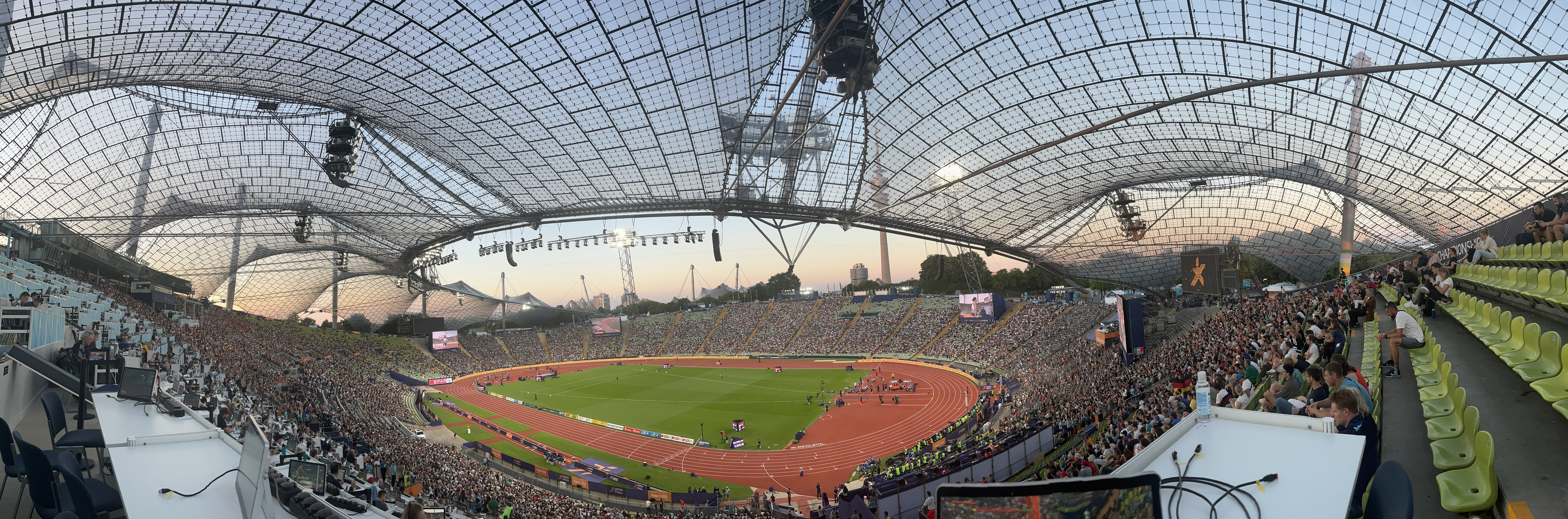
Das Olympiastadion in München während der Europameisterschaften 2022

Der Speerwurf der Männer bei den Leichtathletik-Europameisterschaften 2022 wurde am 19. und 21. August 2022 im Olympiastadion der deutschen Stadt München ausgetragen.
Europameister wurde der Deutsche Julian Weber. Er gewann vor dem aktuellen Olympiazweiten und zweifachen WM-Medaillengewinner (2017: Silber / 2022: Bronze) Jakub Vadlejch aus Tschechien. Bronze ging an den Finnen Lassi Etelätalo.

## Bestehende Rekorde
| Weltrekord           | 98,48 m | Jan Železný   | Jena, Deutschland   | 25. Mai 1996    |
| Europarekord         | 98,48 m | Jan Železný   | Jena, Deutschland   | 25. Mai 1996    |
| Meisterschaftsrekord | 89,72 m | Steve Backley | EM Budapest, Ungarn | 23. August 1998 |

Der bestehende EM-Rekord wurde bei diesen Europameisterschaften nicht erreicht. Die größte Weite erzielte der deutsche Europameister Julian Weber im Finale mit 87,66 m, womit er 2,06 Meter unter dem Rekord blieb. Zum Welt- und Europarekord fehlten ihm 10,82 Meter.

## Legende
Kurze Übersicht zur Bedeutung der Symbolik – so üblicherweise auch in sonstigen Veröffentlichungen verwendet:
| – | verzichtet |
| x | ungültig   |

## Qualifikation
24 Teilnehmer traten in zwei Gruppen zur Qualifikationsrunde an. Kein einziger von ihnen übertraf die Qualifikationsweite für den direkten Finaleinzug von 83,50 m. Für das Finale mit mindestens zwölf Teilnehmern qualifizierten sich somit die zwölf besten Werfer (hellgrün unterlegt) aus beiden Gruppen. Zur Finalteilnahme waren letztlich 77,20 m zu erbringen.

### Gruppe A

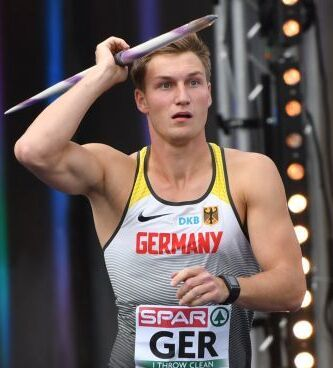
Titelverteidiger Thomas Röhler – auch Olympiasieger von 2016 – schied völlig außer Form mit 71,31 m aus

19. August 2022, 9:57 Uhr MESZ
| Platz | Name                   | Nation      | Resultat (m) | 1. Versuch (m) | 2. Versuch (m) | 3. Versuch (m) |
| 1     | Vítězslav Veselý       | Tschechien  | 79,27        | 79,27          | x              | –              |
| 2     | Toni Kuusela           | Finnland    | 79,26        | 78,80          | 79,26          | x              |
| 3     | Patriks Gailums        | Lettland    | 77,55        | 77,55          | x              | 77,02          |
| 4     | Martin Konečný         | Tschechien  | 77,49        | 72,91          | 77,49          | x              |
| 5     | Rolands Štrobinders    | Lettland    | 77,33        | 77,33          | x              | 75,54          |
| 6     | Manu Quijera           | Spanien     | 76,67        | 76,67          | 74,23          | 76,51          |
| 7     | Artur Felfner          | Ukraine     | 76,06        | x              | 76,06          | x              |
| 8     | Denis Adrian Both      | Rumänien    | 74,62        | 74,62          | 48             |                |
| 9     | Roberto Orlando        | Italien     | 73,59        | 71,82          | 73,59          | 69,83          |
| 10    | Leandro Ramos          | Portugal    | 72,90        | 69,39          | 72,46          | 72,90          |
| 11    | Arthur Wiborg Petersen | Dänemark    | 72,82        | x              | 71,51          | 72,82          |
| 12    | Thomas Röhler          | Deutschland | 71,31        | 70,66          | 71,31          | x              |

### Gruppe B

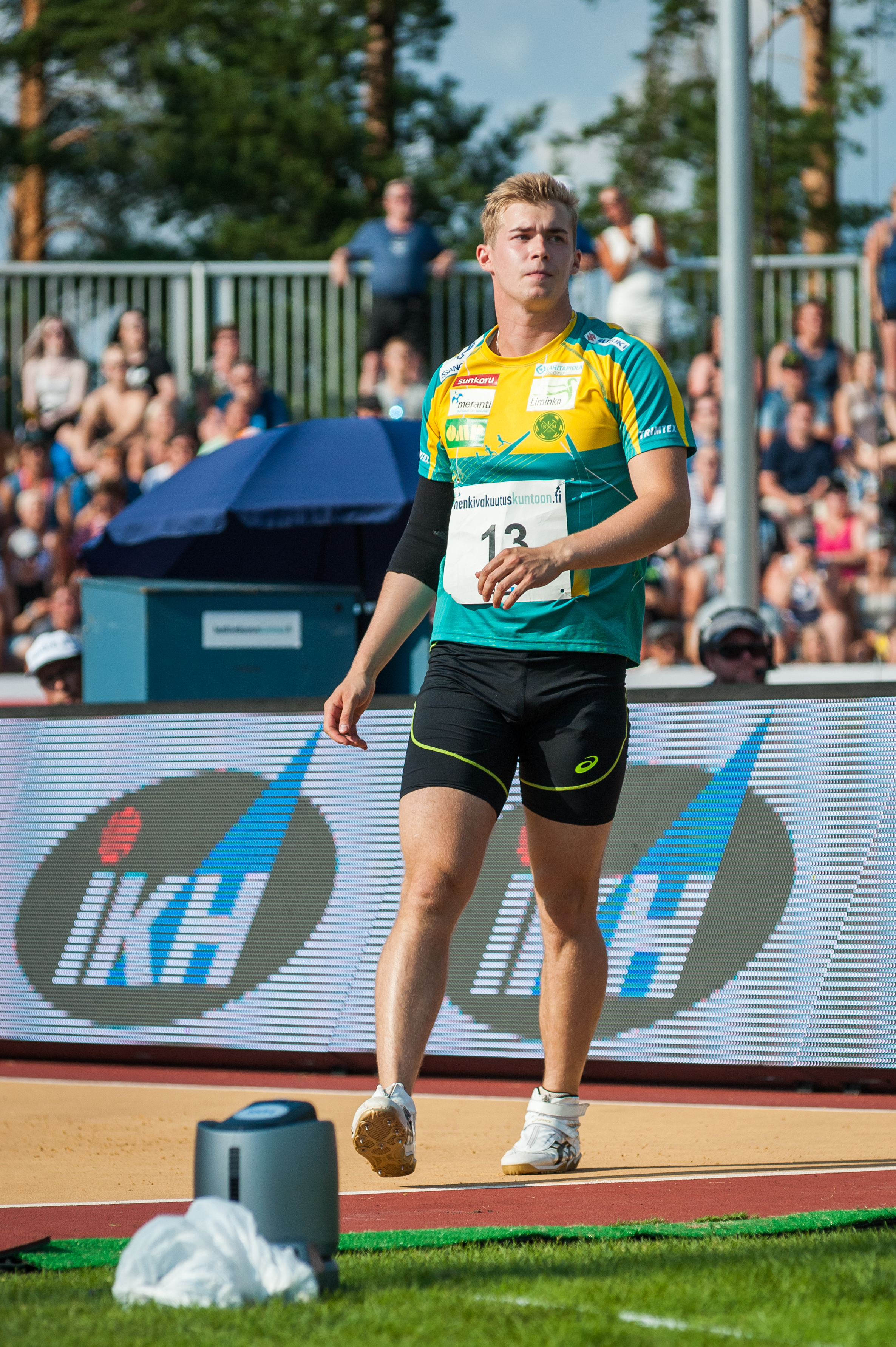
Toni Keränen – ausgeschieden mit 77,01 m
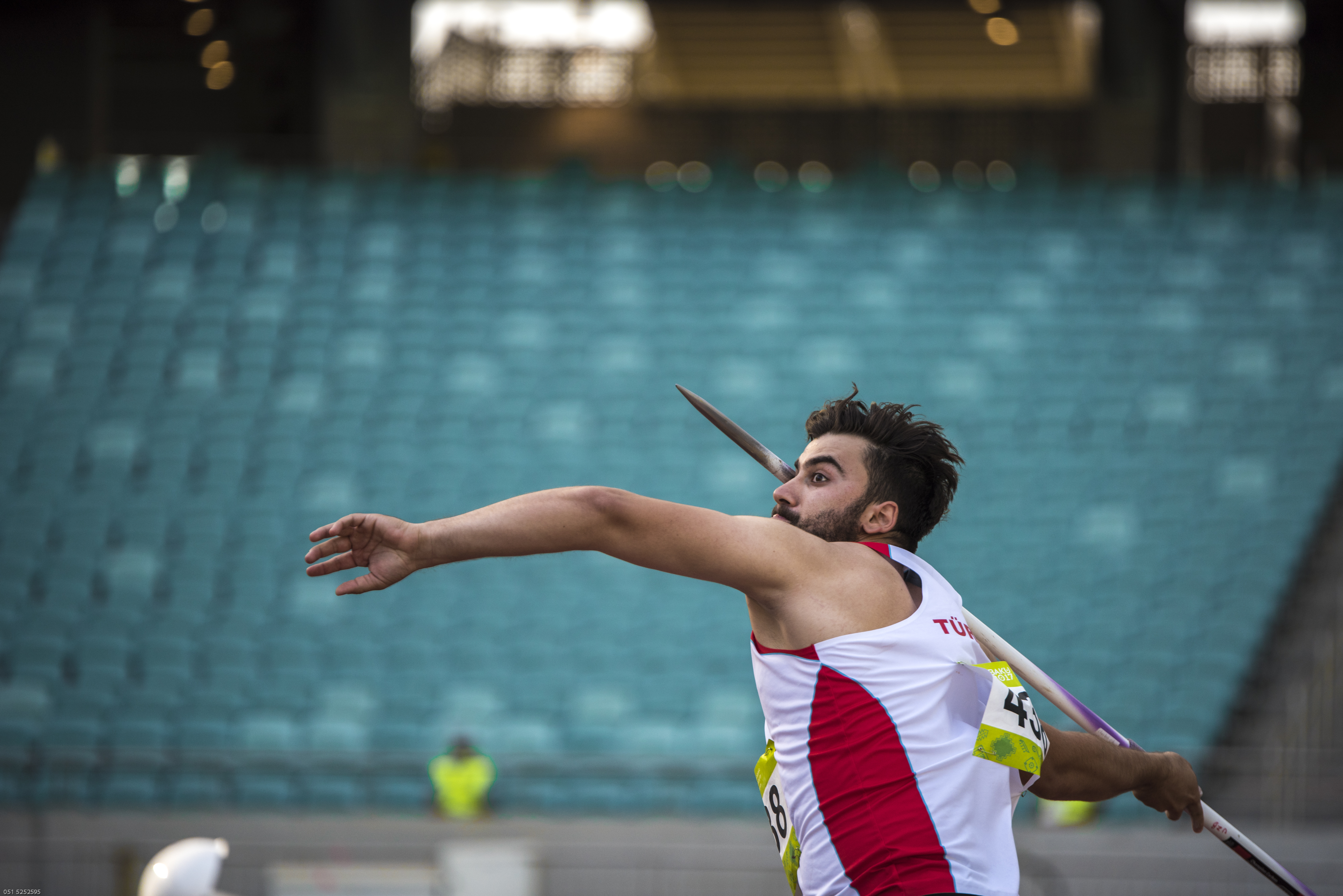
Emin Öncel – ausgeschieden mit 68,97 m

19. August 2022, 12:01 Uhr MESZ
| Platz | Name                 | Nation      | Resultat (m) | 1. Versuch (m) | 2. Versuch (m) | 3. Versuch (m) |
| 1     | Jakub Vadlejch       | Tschechien  | 81,81        | x              | 81,81          | –              |
| 2     | Julian Weber         | Deutschland | 80,99        | 80,99          | 73,27          | x              |
| 3     | Lassi Etelätalo      | Finnland    | 79,29        | 79,29          | –              | –              |
| 4     | Andrian Mardare      | Moldau      | 78,78        | 75,13          | x              | 78,78          |
| 5     | Alexandru Novac      | Rumänien    | 77,68        | 77,68          | x 75,13        |                |
| 6     | Andreas Hofmann      | Deutschland | 77,29        | x              | 77,29          | x              |
| 7     | Timothy Herman       | Belgien     | 77,20        | 77,20          | x              | –              |
| 8     | Toni Keränen         | Finnland    | 77,01        | 77,01          | 76,63          | 74,62          |
| 9     | Felise Vaha'i Sosaia | Frankreich  | 74,70        | 74,70          | 72,35          | 70,22          |
| 10    | Gatis Čakšs          | Lettland    | 74,63        | x              | 74,63          | x              |
| 11    | Jakob Samuelsson     | Schweden    | 70,39        | x              | x              | 70,39          |
| 12    | Emin Öncel           | Türkei      | 68,97        | 68,97          | x              | 67,15          |

## Finale
21. August 2022, 17:45 Uhr MESZ
| Platz | Name                | Nation      | Resultat (m) | 1. Versuch (m) | 2. Versuch (m) | 3. Versuch (m) | 4. Versuch (m)                         | 5. Versuch (m)                         | 6. Versuch (m)                         |
| 1     | Julian Weber        | Deutschland | 87,66        | 83,05          | x              | 77,01          | 87,66                                  | 83,33                                  | –                                      |
| 2     | Jakub Vadlejch      | Tschechien  | 87,28        | x              | 87,28          | 84,03          | x                                      | x                                      | x                                      |
| 3     | Lassi Etelätalo     | Finnland    | 86,44        | 81,84          | 82,93          | x              | x                                      | 86,44                                  | x                                      |
| 4     | Vítězslav Veselý    | Tschechien  | 84,36        | x              | 76,76          | x              | 80,21                                  | 84,36                                  | 80,53                                  |
| 5     | Toni Kuusela        | Finnland    | 80,20        | 78,89          | x              | 79,66          | x                                      | 80,20                                  | –                                      |
| 6     | Patriks Gailums     | Lettland    | 78,82        | 70,31          | x              | 78,82          | x                                      | 77,00                                  | x                                      |
| 7     | Andrian Mardare     | Moldau      | 77,49        | 76,63          | 77,49          | 76,22          | x                                      | x                                      | x                                      |
| 8     | Rolands Štrobinders | Lettland    | 77,10        | 74,29          | x              | 76,16          | 77,10                                  | x                                      | x                                      |
| 9     | Alexandru Novac     | Rumänien    | 75,78        | 75,78          | x              | 73,84          | nicht im Finale der besten acht Werfer | nicht im Finale der besten acht Werfer | nicht im Finale der besten acht Werfer |
| 10    | Timothy Herman      | Belgien     | 74,84        | 74,84          | 72,90          | 72,76          | nicht im Finale der besten acht Werfer | nicht im Finale der besten acht Werfer | nicht im Finale der besten acht Werfer |
| 11    | Andreas Hofmann     | Deutschland | 74,75        | 74,75          | 72,90          | x              | nicht im Finale der besten acht Werfer | nicht im Finale der besten acht Werfer | nicht im Finale der besten acht Werfer |
| 12    | Martin Konečný      | Tschechien  | 73,48        | x              | 73,48          | x              | nicht im Finale der besten acht Werfer | nicht im Finale der besten acht Werfer | nicht im Finale der besten acht Werfer |

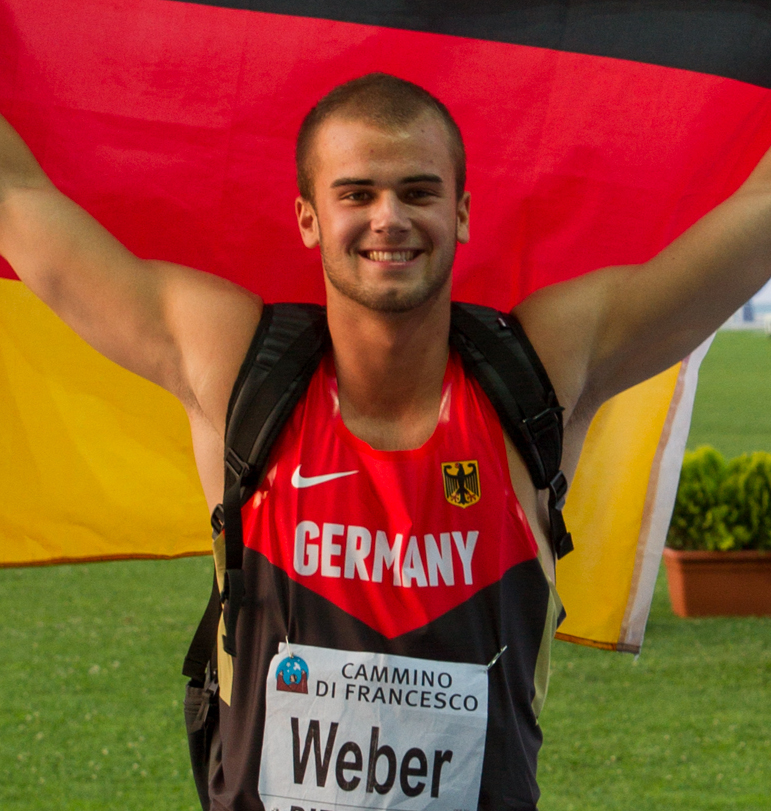
Nach zwei vierten Plätzen bei großen internationalen Meisterschaften wurde Julian Weber nun Europameister

In der Speerwurfkonkurrenz blieben die ganz großen Weiten aus. Besonders kam das in der Qualifikation zum Ausdruck, als kein einziger Werfer die für die Finalteilnahme gesetzte Weite von 83,50 m erreichte. Die Windverhältnisse im Olympiastadion machten es den Athleten allerdings auch nicht ganz einfach, sehr weit zu werfen. Im Finale lief es dann besser, zumindest die Weiten der drei Medaillengewinner und auch die des viertplatzierten Wettbewerbers konnten sich sehen lassen.
In Runde eins übertrafen nur zwei Finalisten die 80-Meter-Marke. Der bei den Olympischen Spielen im letzten Jahr und bei den  Weltmeisterschaften im Monat zuvor jeweils viertplatzierte Deutsche Julian Weber führte mit 83,05 m vor dem Finnen Lassi Etelätalo (81,84 m). Im zweiten Durchgang löste der Tscheche Jakub Vadlejch – aktueller Olympiazweiter und zweifacher WM-Medaillengewinner (2017: Silber / 2022: Bronze) Weber von der Spitze ab. Mit 87,28 m lag Vadlejch jetzt deutlich vorn. In der nächsten Versuchsreihe änderte sich die Reihenfolge auf den Medaillenrängen nicht. Immer noch hatten nur die drei führenden Werfer weiter als achtzig Meter geworfen.
Mit seinem vierten Wurf gelangen Weber 87,66 m, womit er sich eine knappe Führung zurückeroberte. Der Tscheche Vítězslav Veselý übertraf in dieser Runde mit 80,21 m als vierter Wettbewerber die 80-Meter-Marke. In Durchgang fünf steigerte Veselý sich auf 84,36 m, was ihn kurzzeitig auf Position drei brachte. Doch Etelätalo verbesserte sich mit seinem fünften Wurf auf 86,44 m und war damit wieder Dritter. Etelätalos Landsmann Toni Kuusela warf in dieser Runde als fünfter – aber auch letzter – Teilnehmer mit 80,20 m weiter als achtzig Meter. In der letzten Versuchsreihe gab es nur noch einen einzigen gültigen Versuch, der jedoch keine Veränderungen mehr bewirkte.
Europameister wurde Julian Weber, der hier seinen ersten großen internationalen Titel gewann. Jakub Vadlejch erweiterte seine Sammlung mit Silber um eine weitere Medaille und Lassi Etelätalo errang mit Bronze sein erstes Edelmetall bei einer großen internationalen Meisterschaft. Vítězslav Veselý kam auf den vierten Platz, Fünfter wurde Toni Kuusela.

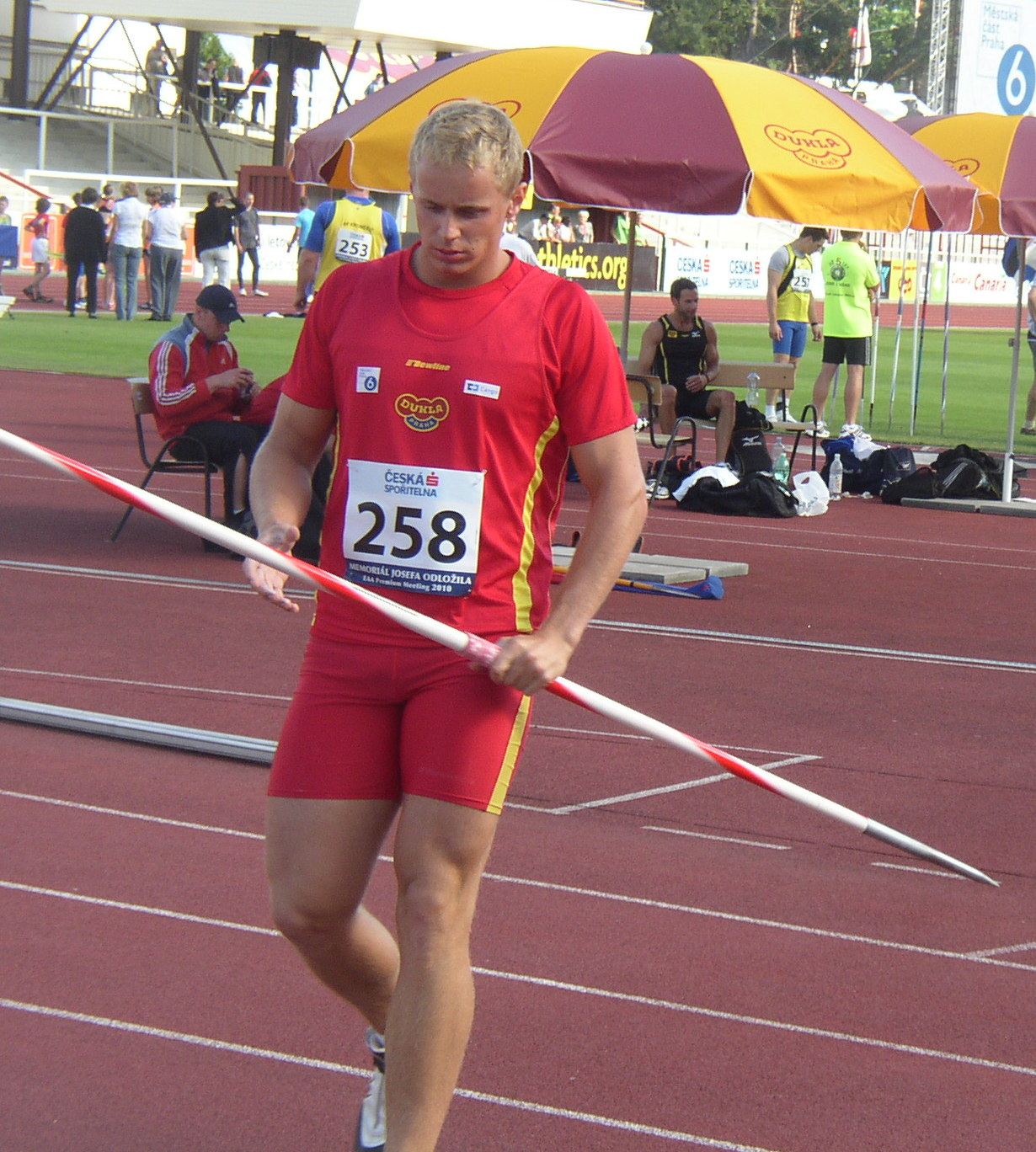
Vizeeuropameister Jakub Vadlejch
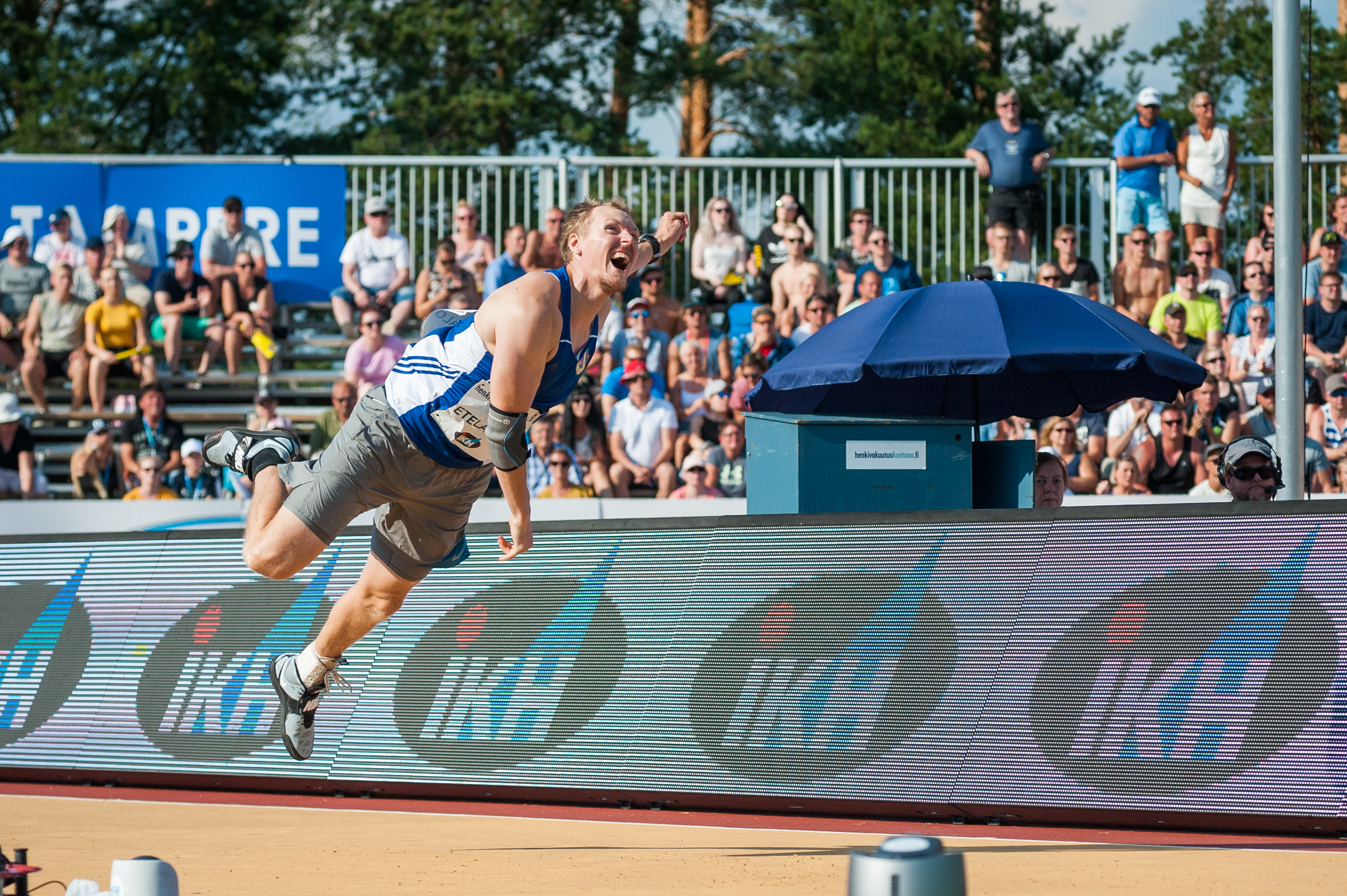
Bronzemedaillengewinner Lassi Etelätalo
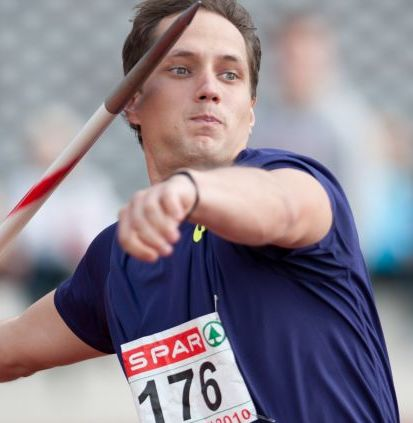
Vítězslav Veselý erreichte Platz vier

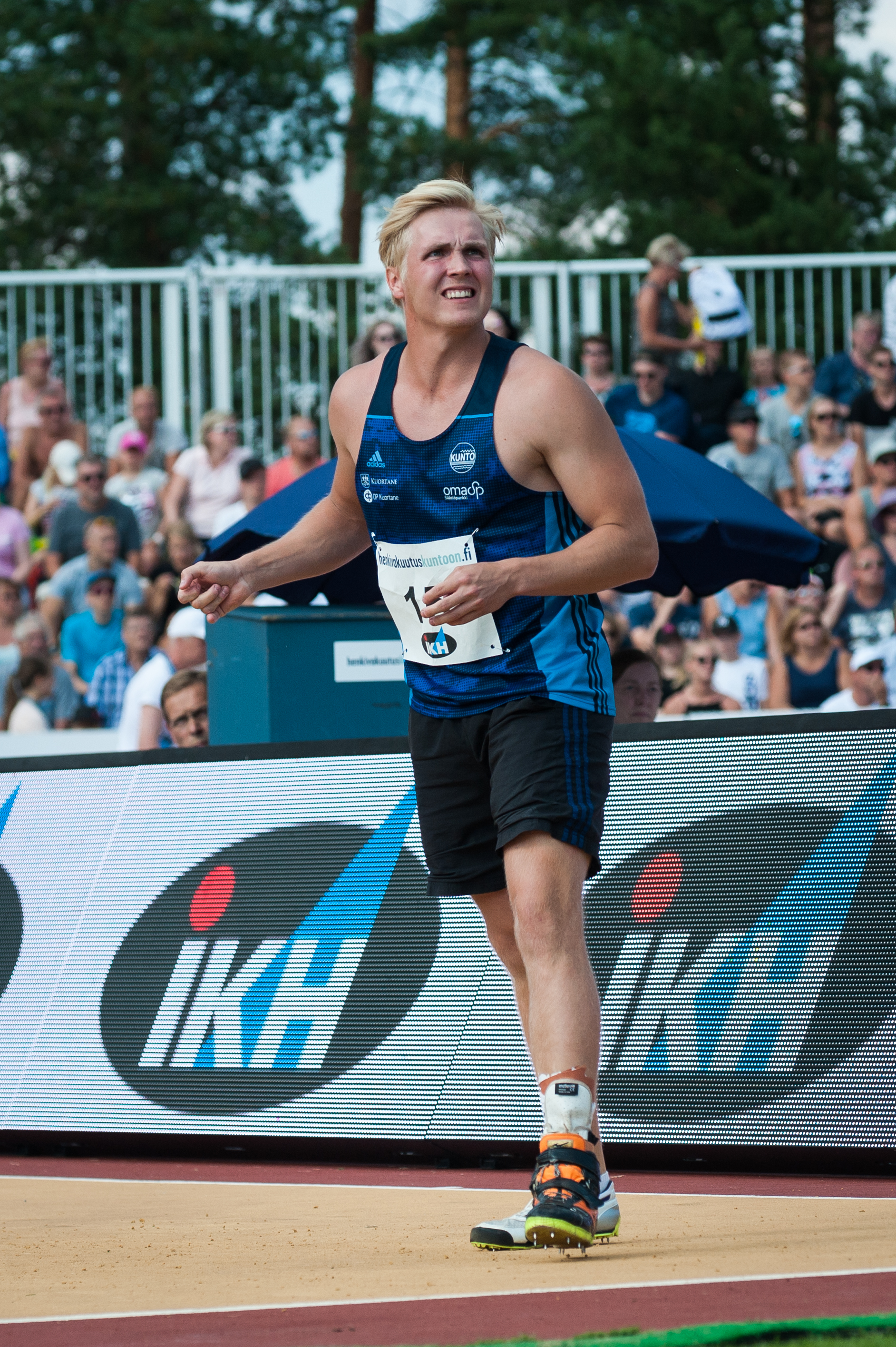
Rang fünf für Toni Kuusela
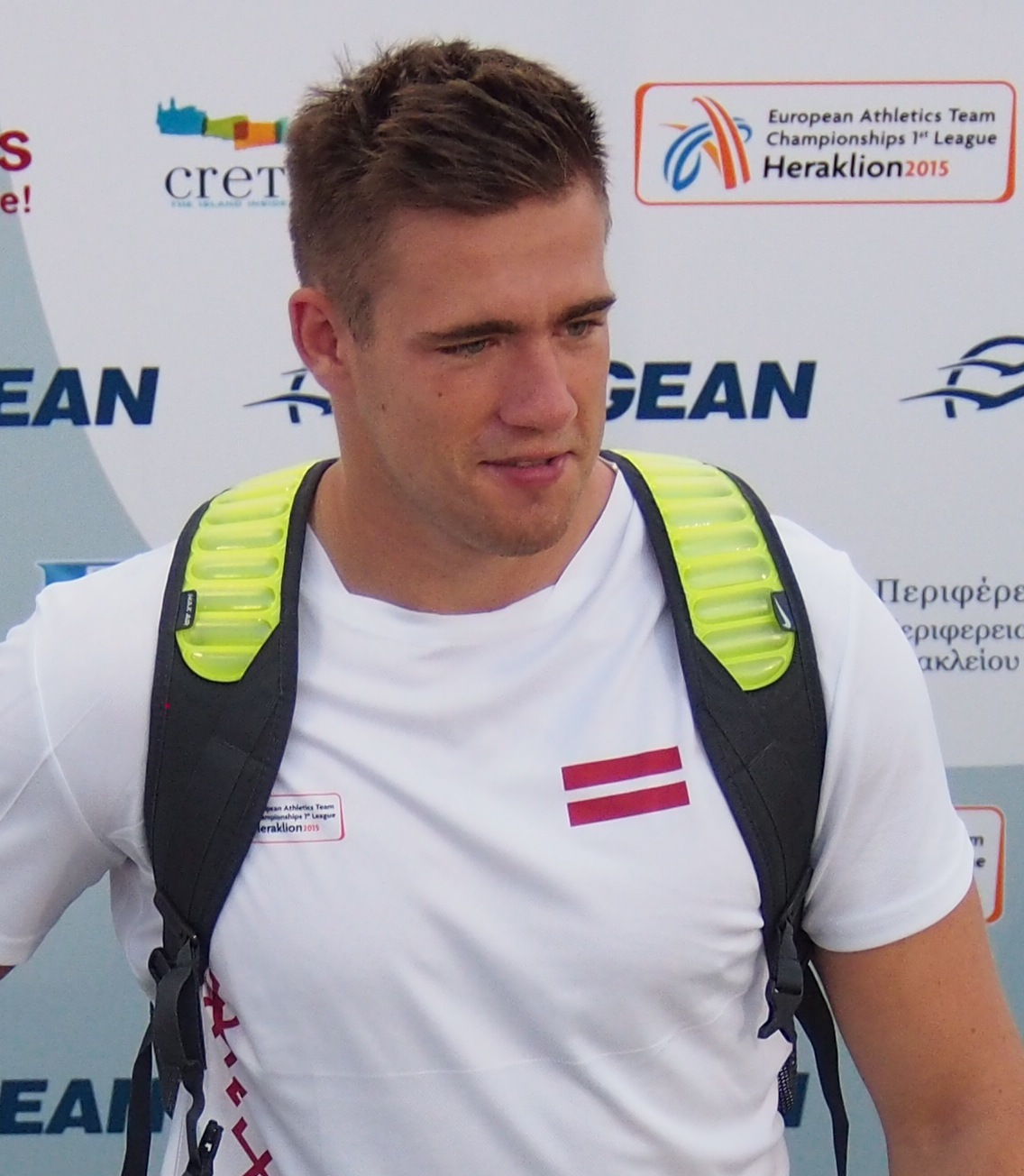
Rolands Štrobinders kam auf den achten Platz
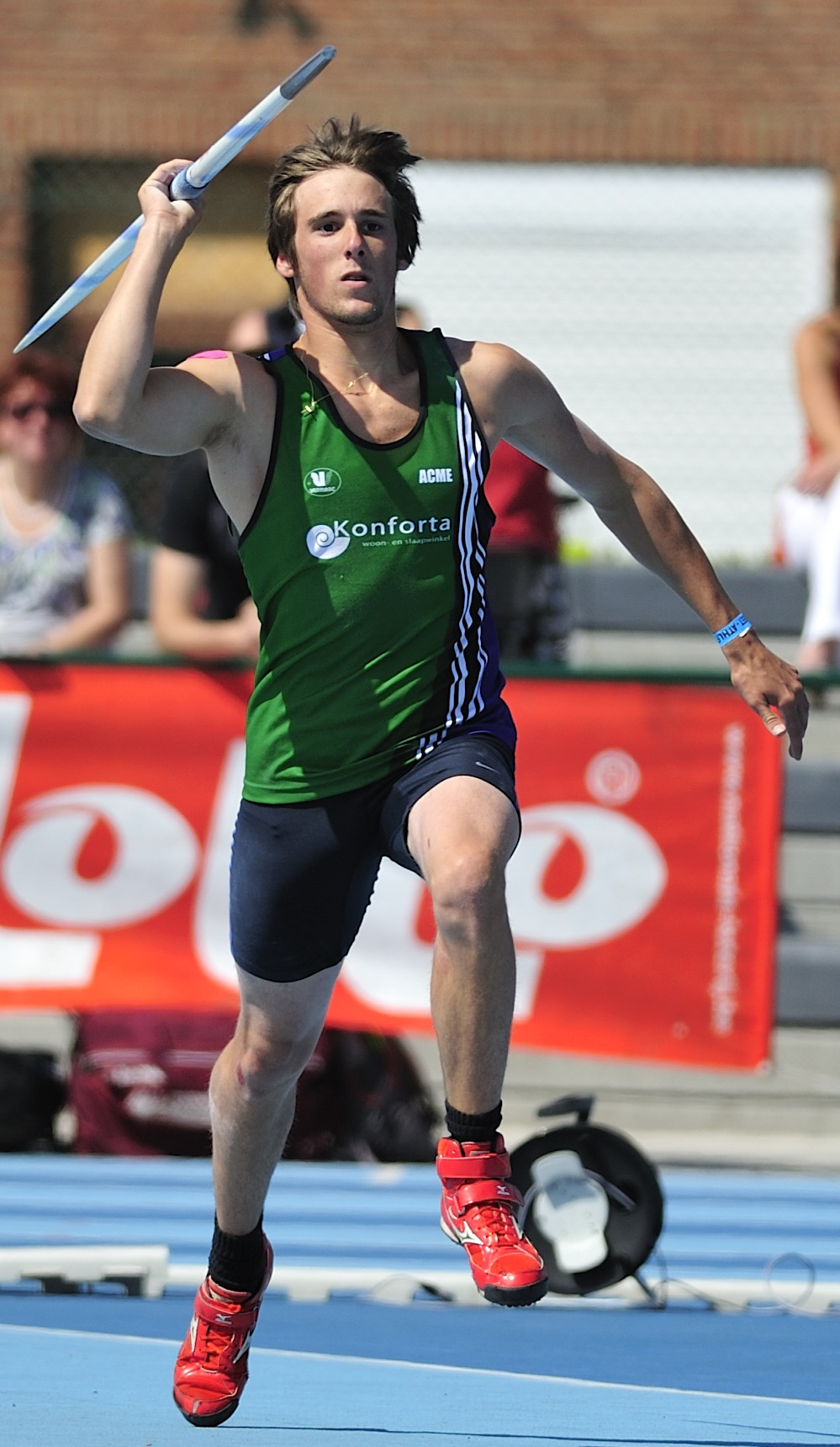
Timothy Herman belegte Rang zehn
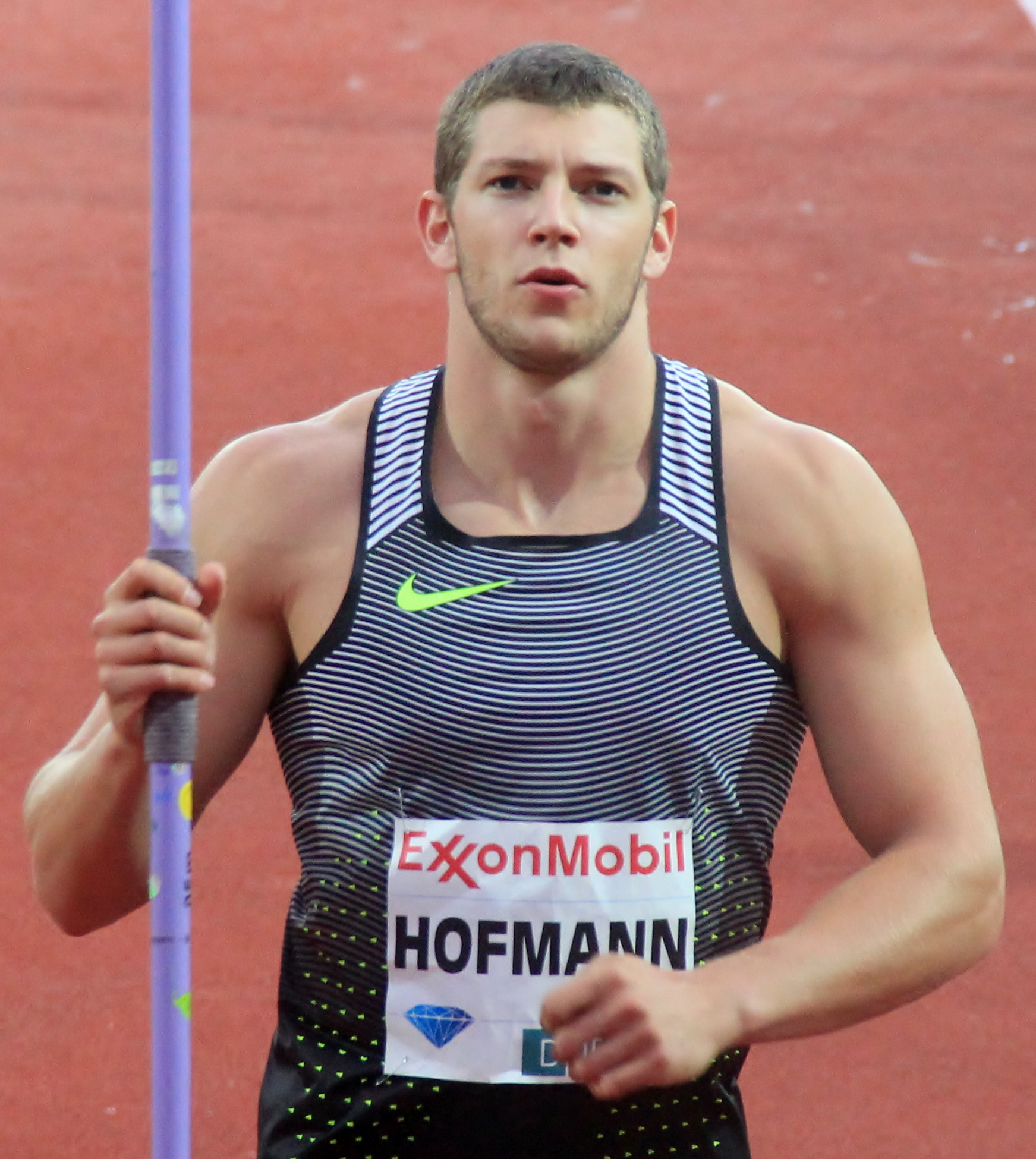
Der elftplatzierte Andreas Hofmann

## Videolink
- Men's Javelin Throw – European Championships 2022 Munich + Women's High jump, youtube.com, abgerufen am 6. April 2023